# Organizacija srpskih četnika Ravna Gora
Die Organizacija srpskih četnika Ravna Gora (Organisation der serbischen Tschetniks Ravna Gora), kurz OSČ, war eine weltweit aktive antikommunistische nationalistische Organisation von Exilserben. Die OSČ hatten ihren Hauptsitz in Milwaukee (Vereinigte Staaten) und Zweigstellen in weiteren Ländern mit serbischen Immigranten. Daneben unterhielt sie Kontakte zu serbischen Unterweltgrößen (vor allem in Frankfurt am Main und Offenbach, z. B. Ljubomir Magaš).

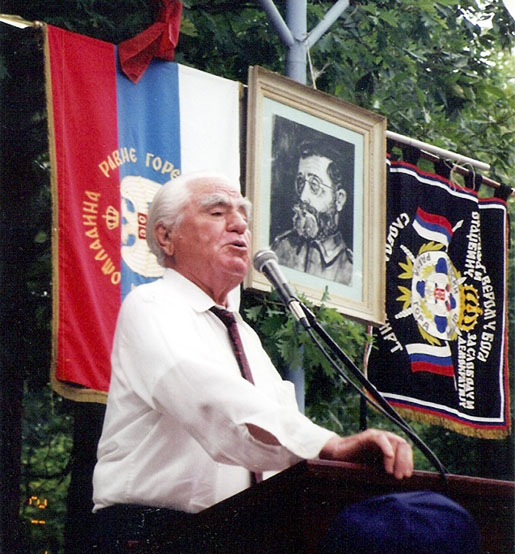
Momčilo Đujić spricht auf einer Veranstaltung in Kanada (1991)

Die OSČ wurde 1951 vom serbisch-orthodoxen Priester und ehemaligen Tschetnikführer Momčilo Đujić (1907–1999) gegründet. Mitglieder der OSČ konnten „frühere Mitglieder der königlich-jugoslawischen Tschetnikorganisation, Kriegsgefangene, frühere Immigranten oder nachgewiesene Freunde oder Unterstützer von Draža Mihailović und des serbischen Volkes“ werden. Zu Beginn der 1980er-Jahre wurde die Organisation von dem ehemaligen Tschetnikführer Marko Ćućuz geleitet.

## Publikationen
Die OSČ gab eine Zeitung mit dem Titel Vidovdan heraus.